# ماركوس هامل
ماركوس هامل (بالبرتغالية: Marcos Hummel‏) هو صحفي برازيلي، ولد في 25 يوليو 1947 في كاتالاو في البرازيل.